# Colonno
Colonno ist ein Dorf mit 434 Einwohnern (Stand 31. Dezember 2023) in der italienischen Provinz Como in der Region Lombardei. 

## Geographie
Die Gemeinde liegt am Lago di Como zwischen Sala Comacina und Argegno.
Die Nachbargemeinden sind Argegno, Laino, Dizzasco, Lezzeno, Tremezzina, Pigra, Ponna und Sala Comacina.

## Geschichte

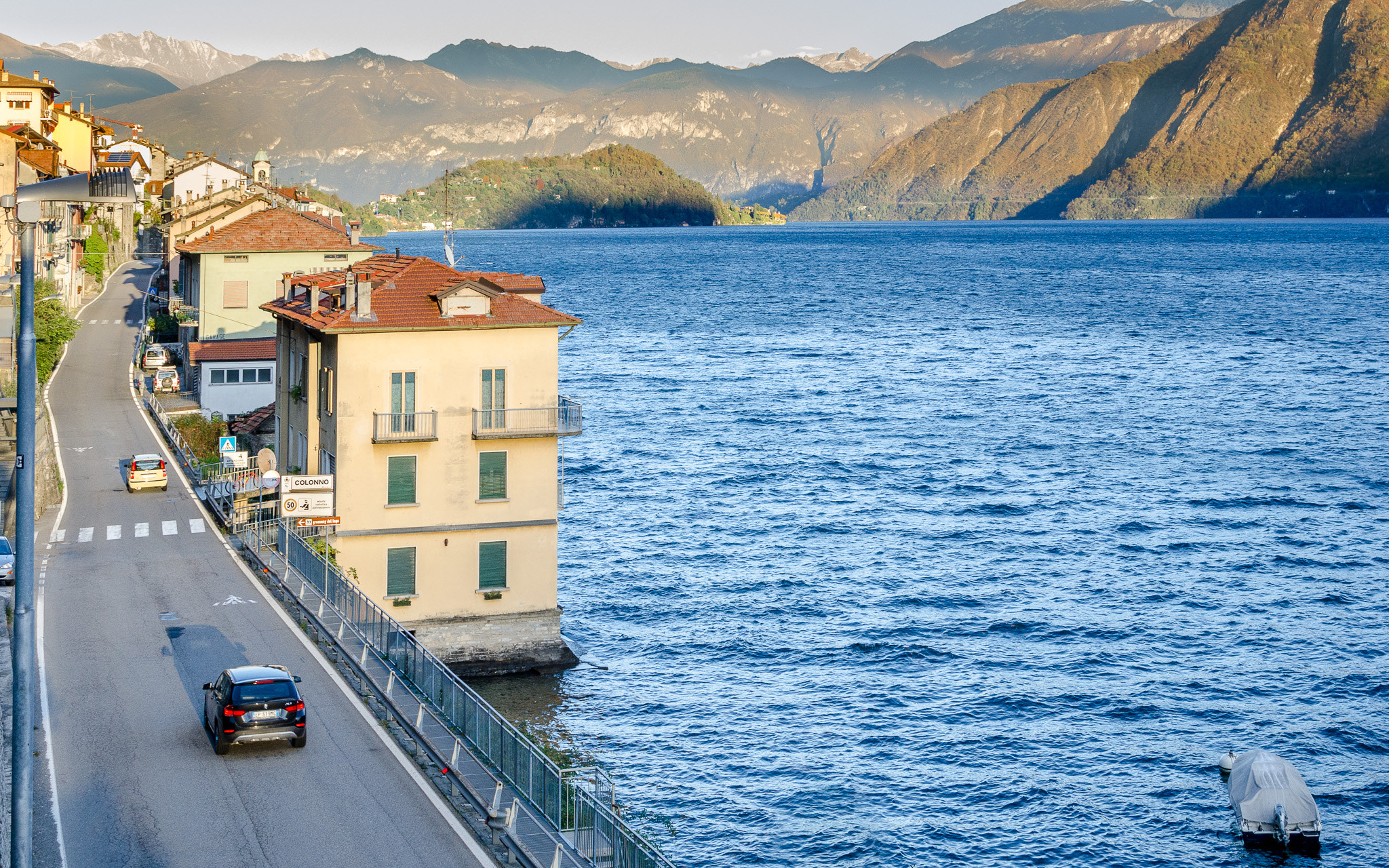
Colonno am Ufer des Sees

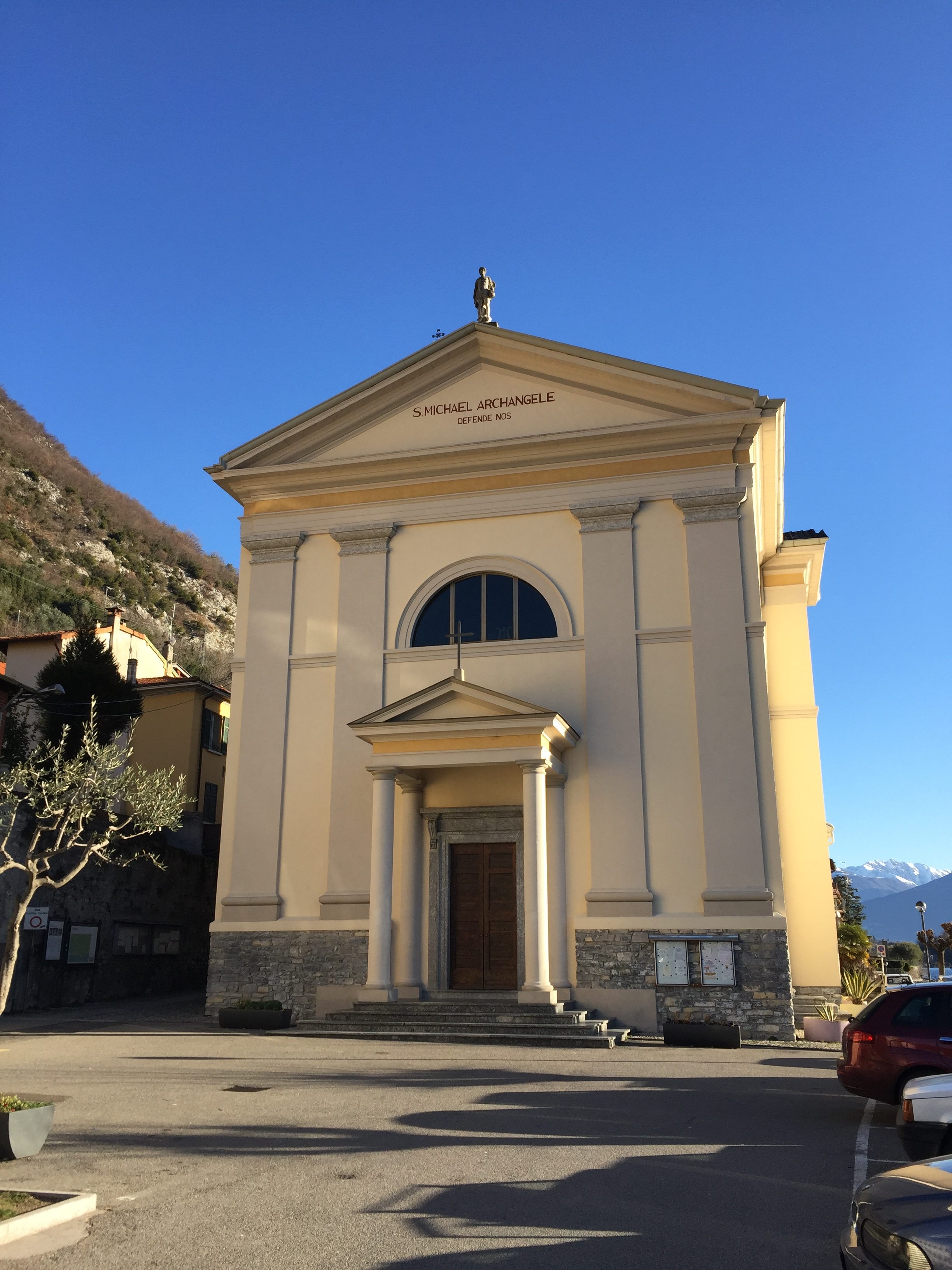
Pfarrkirche San Michele

Im Jahr 1240 veröffentlichte der Kapitän von Como Berthold von Hohenburg die Gemeindeordnung, die das Comer Gebiet, unterteilt in pievi, auf vier Bezirke namens Porte aufteilte und zuordnete. Dabei wird die Pieve d’Isola dem Stadtteil Porta Sala zugeordnet. In dieser Zeit waren Colonno und Sala verpflichtet, den Markt von Como jeden Dienstag mit 20 Pfund Fisch und jeden Samstag mit 40 Pfund zu versorgen.
Im Jahr 1335 Como mit seiner Landschaft wurde vom Mailänder Herzog Azzo Visconti besetzt, der im selben Jahr neue Statuten verabschiedete. In diesen wird die commune de Collono erwähnt, die zusammen mit Sala, Ossuccio und Lezzeno in der Pieve d'Isola enthalten ist. In den Statuten ergibt sich, dass Colonno und Sala die Aufgabe haben, die Straße zu unterhalten, die von der Brücke von Colonno ins Tal von Premonte führt. Colonno folgte damit dem Schicksal des Herzogtums Mailand.

## Bevölkerung
| Bevölkerungsentwicklung' | Bevölkerungsentwicklung' | Bevölkerungsentwicklung' | Bevölkerungsentwicklung' | Bevölkerungsentwicklung' | Bevölkerungsentwicklung' | Bevölkerungsentwicklung' | Bevölkerungsentwicklung' | Bevölkerungsentwicklung' | Bevölkerungsentwicklung' | Bevölkerungsentwicklung' | Bevölkerungsentwicklung' | Bevölkerungsentwicklung' | Bevölkerungsentwicklung' |
| ------------------------ | ------------------------ | ------------------------ | ------------------------ | ------------------------ | ------------------------ | ------------------------ | ------------------------ | ------------------------ | ------------------------ | ------------------------ | ------------------------ | ------------------------ | ------------------------ |
| Jahr                     | 1751                     | 1807                     | 1853                     | 1901                     | 1911                     | 1931                     | 1951                     | 1971                     | 1991                     | 2001                     | 2011                     | 2021                     |                          |
| Einwohner                | 166                      | 197                      | 366                      | 738                      | 746                      | 842                      | 899                      | 816                      | 583                      | 561                      | 529                      | 469                      |                          |

## Sehenswürdigkeiten
- Pfarrkirche San Michele Arcangelo[2]